# Fisk (Missouri)
Fisk is een plaats (city) in de Amerikaanse staat Missouri en valt bestuurlijk gezien onder Butler County.

## Demografie
Bij de volkstelling in 2000 werd het aantal inwoners vastgesteld op 363.
In 2006 is het aantal inwoners door het United States Census Bureau geschat op 372.

## Geografie
Volgens het United States Census Bureau beslaat de plaats een oppervlakte van
0,9 km², geheel bestaande uit land.